# Gérard Baldet
Gérard Baldet fue un pintor francés, nacido el 17 de abril de 1946 en Alençon y fallecido el 4 de julio de 1999.

## Datos biográficos
Gérard Baldet dividió su actividad entre su carrera como pintor y la docencia en la École des Beaux-Arts de Rennes.
En el año 1972 fue galardonado con el gran premio internacional de las artes de Mónaco. Al año siguiente en 1973 presentó su primera exposición individual en la orangerie del Luxemburgo en París.
El año 1976 estuvo marcado por una intensa actividad expositiva, presentó sus pinturas individualmente en la Galería Le doigt dans l'œil de Burdeos y en la Galería la Passerelle Saint-Louis de París y estuvo presente en la muestra titulada «Boîtes A.R.C.» del Museo de Arte Moderno de París.
En 1979 obtuvo el premio de Vitry-sur-Seine.
Gérard Baldet creó, en su pintura, un universo de objetos inventados, de escenografías ficticias, donde la realidad del lienzo es sólo imaginación presentada con la precisión de la pintura figurativa, que nos cuestiona sobre la naturaleza de lo real.